# Ворот

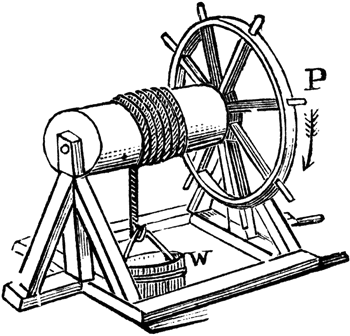

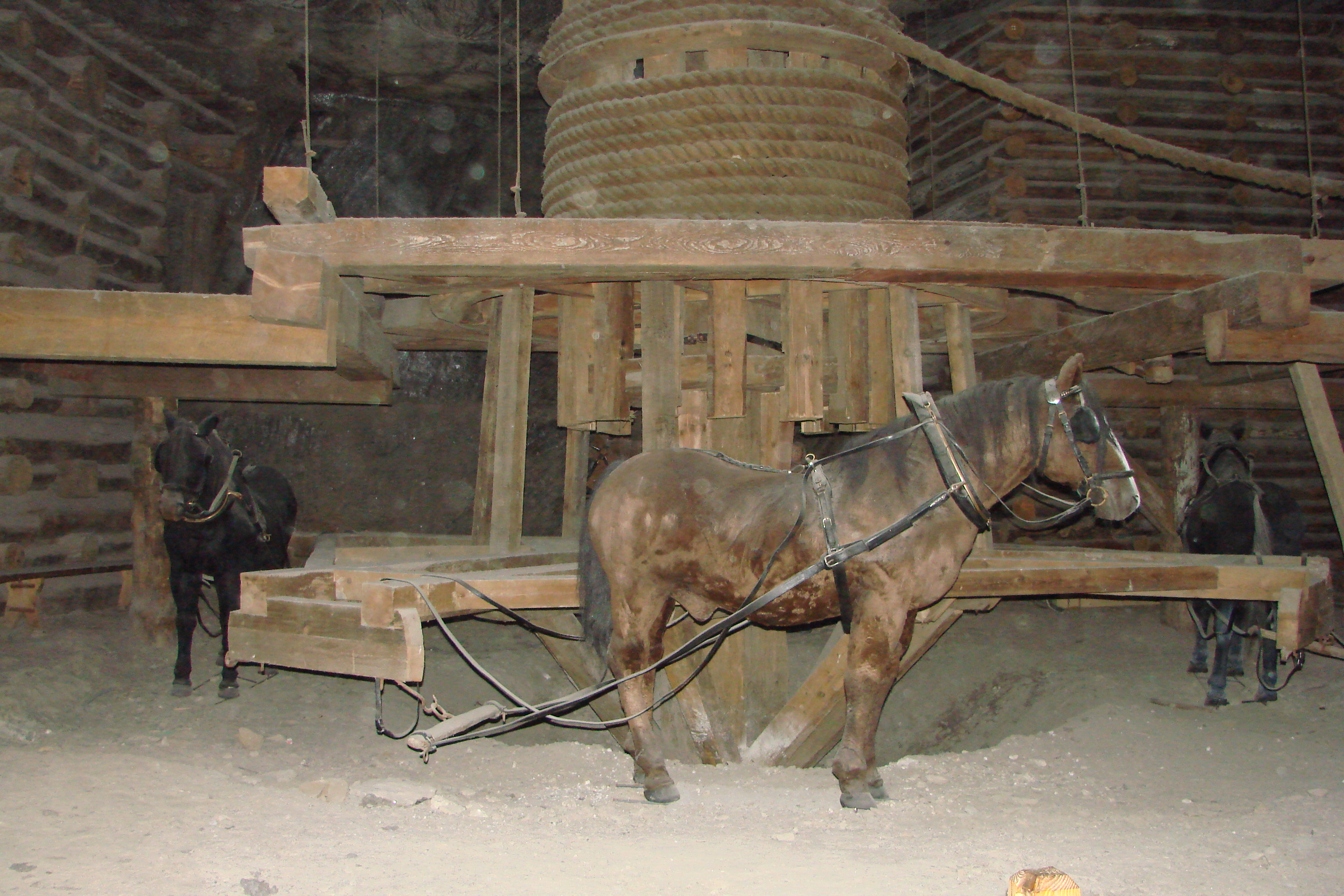
Деревянные вороты на лошадиной тяге.

Во́рот — горизонтальный цилиндр (вал), вращающийся в цапфах, с колесом (рукояткой) на конце, простейший механизм, предназначенный для создания тягового усилия на тросе. Изначально — простейшее поворотное устройство, например, створка ворот.
Ворот с вертикальным валом — кабестан. В Словаре В. И. Даля указано и другое значение слова Ворот м. — продольное отверстие в борте, через которое борт вытесывается изнутри, заделывается должеей, в которой бывает леток.

## История
Ворот, как и рычаг, блоки, полиспасты, наклонная плоскость, клин и винт входит в простые машины — механизмы, описание и объяснение действия которых можно найти во всех элементарных курсах физики и механики.
Ворот — синоним простейшей лебёдки. Ворот, как и блоки, основан на принципе рычага. В более широком смысле воротом называют рычаг для создания крутящего момента, совершающий при работе полный оборот (вороток в слесарном инструменте, вороты привода мельничных жерновов от лошадей).
Устройства, использующие принцип ворота:
- Ворот колодца с ручкой
- Отвёртка (разница диаметров жала и ручки)
- Велосипед (педали, вращающие звёздочку)
- Рулевое колесо автомобиля, штурвал судна и похожего средства управления
- и другие.

## Происхождение слова
Слово «во́рот» («воротить; вращать; крутить») является когнатом латинского «vortex» («водоворот») от корня «vertere» («вертеть»).

## Типы воротов
- Ворот простой — это древнейший механизм, состоящий из станка, в середине которого находится вал, который вертят посредством рычагов (вымбовки) и таким образом навивают на него верёвку. С помощью этого ворота передвигают или поднимают разные тяжести.
- Ворот кривошипный — это ворот, на одном конце которого находится кривошипная рукоятка.
- Ворот сложный — это механизм, состоящий из станка с двумя желобоватыми чугунными валами, вращающимися в одно и то же время, от вращения шестерни, приводимой в движение рычагами или вымбовками.
- Ворот временный — это механизм, применяемый для вытягивания простых судов на берег и других тяжестей, состоит из круглого обрубка дерева, который ставится вертикально и удерживается в таком положении с помощью верёвки или оттяжек, укрепляемых к стойкам, в некотором расстоянии от установленного обрубка, в землю вколоченного; к самому же обрубку или валу привязывается рычаг, служащий для вращения.
- Дифференциальный ворот[2] — простейший механизм. Представляет собой два колеса, соединённые вместе и вращающиеся вокруг одной оси. Колёса при этом обязательно разного диаметра (что и составляет «difference» — различие), при вращении большего колеса (ворота) на окружности меньшего колеса усилие возрастает (а скорость уменьшается) пропорционально отношению диаметров колёс. Например, это блок из двух или нескольких зубчатых колёс разного диаметра, расположенных на одном валу и скреплённых друг с другом в коробке передач автомобиля.
- Вододействующий ворот[6] — механическая машина, состоящая из лежачего ворота, приводится в движение водою, принадлежит к числу машин для поднимания грузов на большую высоту.
- Откатный ворот[7], у лафетов береговых орудий — механизм для откатывания станка без выстрела, состоит из цилиндрического вала на горизонтальной оси, системы зубчатых колес, блоков и талей.